# Elaphoglossum brevissimum
Elaphoglossum brevissimum är en träjonväxtart som beskrevs av John T. Mickel. Elaphoglossum brevissimum ingår i släktet Elaphoglossum och familjen Dryopteridaceae. Inga underarter finns listade.